# Tucumán-Kammratte
Die Tucumán-Kammratte (Ctenomys tucumanus) ist eine Art der Kammratten. Die Art wurde 1900 von Oldfield Thomas aus dem Norden von Argentinien wissenschaftlich erstbeschrieben und kommt nur in der Provinz Tucumán um die Stadt San Miguel de Tucumán vor.

## Merkmale
Die Tucumán-Kammratte erreicht eine Kopf-Rumpf-Länge von etwa 17,2 Zentimetern und eine Schwanzlänge von 71 Millimetern. Die Hinterfußlänge beträgt mit Kralle etwa 30,5 Millimeter. Es handelt sich damit um eine kleine bis mittelgroße Art der Gattung. Das Rückenfell ist hell rehbraun mit leichten rötlichen Einwaschungen. Das Gesicht hat eine dunkle Einfärbung, die Wangen entsprechen jedoch der Rückenfärbung und unter den Ohren besitzen sie einen etwas helleren Fleck. Die Bauchseite ist blass sandfarben, die Haar des Bauchfells haben eine graue Basis. Im Bereich der Achseln und der Lendengegend besitzen die Tiere hellere bis weiße Flecken. Die Oberseiten der Hinterfüße sind beinahe nackt und nur durch wenige helle Haare behaart. Der Schwanz ist sehr dünn mit wenigen weißlichen Haaren bedeckt, die nahe der Spitze einen leichten Kamm bilden.
Der Schädel ist breit und flach gebaut. Die Nasenbeine sind vergleichsweise lang und nicht verjüngend, sie reichen bis zur Antorbitalregion. Die Interorbitalregion und der Hirnschädel sind flach ausgebildet
Der Karyotyp besteht aus einem Chromosomensatz von 2n=28 Chromosomen (FN=52). Die Spermien sind symmetrisch gebaut.

## Verbreitung
Die Tucumán-Kammratte lebt im nördlichen Argentinien und ist dort auf die Region um San Miguel de Tucumán in der Provinz Tucumán begrenzt.

## Lebensweise
Die Tiere leben in den feuchten Böden am Waldrand und in Lichtungen. Sie lebt wie alle anderen Kammratten am Boden und im Boden grabend. Es handelt sich um eine pflanzenfressende Art, die unterirdische Knollen und Wurzeln nutzt. Über die Lebensweise der Tiere liegen darüber hinaus keine Informationen vor.

## Systematik
Die Tucumán-Kammratte wird als eigenständige Art in die Gattung der Kammratten (Ctenomys) eingeordnet. Diese besteht aus etwa 70 Arten. Die wissenschaftliche Erstbeschreibung der Art stammt von dem britischen Zoologen Oldfield Thomas aus dem Jahr 1900, der sie anhand eines männlichen Individuums aus dem Gebiet nahe der Stadt San Miguel de Tucumán beschrieb und nach der Region benannte.
Die Art wurde aufgrund molekularbiologischer Merkmale mit einigen nahen Verwandten in Argentinien der tucumanus-Artengruppe innerhalb der Gattung zugeordnet. Teilweise wurde sie der Mendoza-Kammratte (Ctenomys mendocinus) als Unterart zugeordnet. Innerhalb der Art werden neben der Nominatform keine weiteren Unterarten unterschieden.

## Status, Bedrohung und Schutz
Die Tucumán-Kammratte wird von der International Union for Conservation of Nature and Natural Resources (IUCN) nicht in einer Gefährdungskategorie geführt, da hierfür keine ausreichenden Daten vorliegen; damit wird sie als „data deficient“ gelistet.

## Belege
1. 1 2 3 4 5 6 7 8 9  Tucuman Tuco-tuco. In: T.R.O. Freitas: Family Ctenomyidae In: Don E. Wilson, T.E. Lacher, Jr., Russell A. Mittermeier (Herausgeber): Handbook of the Mammals of the World: Lagomorphs and Rodents 1. (HMW, Band 6) Lynx Edicions, Barcelona 2016, S. 517. ISBN 978-84-941892-3-4.
2. 1 2 3 4  Claudio J. Bidau Ctenomys tucumanus Thomas, 1900. In: Family Ctenomyidae Lesson, 1842. In: J.L. Patton, U.F.J. Pardiñas, G. D’Elía: Mammals of South America. The University of Chicago Press, 2015; S. 818–877. ISBN 978-0-226-16957-6.
3. 1 2  Ctenomys tucumanus in der Roten Liste gefährdeter Arten der IUCN 2019. Eingestellt von: R. Ojeda, 2016. Abgerufen am 8. Juni 2019.
4. ↑  Ctenomys tucumanus in Mammal Species of the World, 2005; abgerufen am 8. Juni 2019.
5. ↑  Andrés Parada, Guillermo D’Elía, Claudio J. Bidau, Enrique P. Lessa: Species groups and the evolutionary diversification of tuco-tucos, genus Ctenomys (Rodentia: Ctenomyidae). Journal of Mammalogy 92 (3), 9. Juni 2011; S. 671–682. doi:10.1644/10-MAMM-A-121.1